# Đạo luật Nhân quyền và Dân chủ Hồng Kông
Đạo luật Nhân quyền và Dân chủ Hồng Kông năm 2019 là một dự luật của Quốc hội Hoa Kỳ, trong số những điều khác, yêu cầu chính phủ Hoa Kỳ áp dụng các biện pháp trừng phạt đối với các quan chức Trung Quốc và Hồng Kông chịu trách nhiệm về vi phạm nhân quyền ở Hồng Kông, và yêu cầu Bộ Ngoại giao Hoa Kỳ và các cơ quan khác tiến hành đánh giá hàng năm để xác định xem những thay đổi về địa vị chính trị của Hồng Kông (mối quan hệ với Trung Quốc đại lục) có biện minh cho việc thay đổi quan hệ thương mại thuận lợi, độc đáo giữa Hoa Kỳ và Hồng Kông hay không. Việc thông qua dự luật được hỗ trợ bởi các nhà hoạt động dân chủ ở Hồng Kông, và trong năm 2019 đã nhận được sự ủng hộ gần như nhất trí trong Quốc hội.
Được giới thiệu lần đầu vào năm 2014 sau Phong trào Ô dù nổi lên trong các cuộc biểu tình dân chủ năm 2014 tại Hồng Kông, luật này đã được giới thiệu lại cho ba Quốc hội kế tiếp, nhưng không được chấp nhận cho đến năm 2019, sau đề xuất dự luật dẫn độ Hồng Kông 2019 và các cuộc biểu tình tiếp theo chống lại nó. Một phiên bản Hạ viện của dự luật được nhất trí thông qua tại Hạ viện Hoa Kỳ thông qua một cuộc bỏ phiếu bằng miệng vào tháng 10 năm 2019. Vào tháng 11 năm 2019, phiên bản Thượng viện của dự luật, với những sửa đổi khác với dự luật Hạ viện, được nhất trí thông qua Thượng viện trong một cuộc bỏ phiếu bằng miệng. Hạ viện đã chấp nhận phiên bản Thượng viện của dự luật vào cuối tháng đó, gửi nó tới Tổng thống Donald Trump, và được Tổng thống ký duyệt ngày 27 tháng 11.
Dự luật được kèm theo một dự luật đồng hành hạn chế xuất khẩu thiết bị kiểm soát đám đông của Hoa Kỳ cho lực lượng cảnh sát Hồng Kông, và cũng được ký bởi Tổng thống Trump trong cùng thời điểm.

## Bối cảnh
Phiên bản gốc của Đạo luật Dân chủ và Nhân quyền Hồng Kông đã được giới thiệu trong hội nghị thứ 113 của Quốc hội nhằm đáp ứng đề xuất cải cách bầu cử cho cuộc bầu cử Tổng Giám đốc Hồng Kông 2017 và cuộc bầu cử Hội đồng Lập pháp 2016 và các cuộc biểu tình tiếp theo; dự luật Nhà (HR5696) được tài trợ bởi Christopher Smith (R -NJ) trong khi dự luật Thượng viện (S.2922) được tài trợ bởi Sherrod Brown (D -OH). Đạo luật tuyên bố chính sách chính phủ Hoa Kỳ là:
1. khẳng định lại các nguyên tắc được quy định trong Đạo luật Chính sách Hoa Kỳ-Hồng Kông năm 1992;
2. ủng hộ khát vọng dân chủ của người dân Hồng Kông;
3. kêu gọi chính phủ Trung Quốc duy trì các cam kết với Hồng Kông;
4. ủng hộ việc thành lập vào năm 2017 của một lựa chọn dân chủ để đề cử và bầu Trưởng đặc khu hành chính Hồng Kông, và thành lập vào năm 2020 các cuộc bầu cử dân chủ cho tất cả các thành viên của Hội đồng Lập pháp Hồng Kông; và
5. ủng hộ tự do báo chí. Đạo luật đã được giới thiệu lại cho mỗi trong hai phiên họp của Quốc hội: HR1159[18] và S.3469[19] cho hội nghị thứ 114; và HR3856[20] và S.417[21] cho hội nghị thứ 115.

Vào ngày 15 tháng 10 năm 2019, dự luật đã được nhất trí thông qua một cuộc bỏ phiếu bằng giọng nói tại Hạ viện Hoa Kỳ. Ngày 20 tháng 11 năm 2019 dự luật đã được Thượng viện Mỹ thông qua, và được Tổng thống Trump kí thành luật ngày 27/11/2019.